# Claudi Duran i Ventosa
Claudi Duran i Ventosa (Barcelona, 1864 - Barcelona, 27 de novembre de 1925) va ser un arquitecte català.
Titulat el 1888. El 1892 fou nomenat arquitecte de la diòcesi de Solsona, càrrec que posseí fins a la seva mort. El 1894 fou arquitecte municipal a Sant Joan d'Horta i treballà també per a Sant Martí de Provençals.
Posteriorment, es va incorporar a l'Ajuntament de Barcelona.
És considerat un dels pioners en la utilització del sistema constructiu de ciment armat per als treballs d'arquitectura. Es va fer amb la patent del "Sistema Monier", introduïda a Espanya per Francesc Macià i va crear "Claudio Durán, Sociedad en Comandita" per aplicar-ho, empresa de la que tenim notícia l'any 1900. Va projectar i dirigir
la construcció d'obres civils i religioses, com esglésies parroquials, capelles, colònies industrials d'importància com la Sedó, cases
particulars, ponts, etc. Va ser un personatge actiu dins de la seva professió. Va ocupar càrrecs directius en l'Associació d'Arquitectes de Catalunya.
Part del seu fons personal es conserva a l'Arxiu Fotogràfic de Barcelona. El fons està integrat per fotografies de final del segle xix. Majoritàriament són positius sobre paper a l'albúmina que mostren edificis emblemàtics de Barcelona, de poblacions catalanes, d'algunes de les ciutats més importants d'Espanya i de París. Són imatges de façanes, portalades i detalls arquitectònics que evidencien la riquesa monumental del país. També es troben retrats de personatges anònims i reproduccions d'obres d'art.
Va morir el 27 de novembre de 1925.